# 阿夫扎尔普尔
阿夫扎尔普尔（Afzalpur），是印度卡纳塔克邦Gulbarga县的一个城镇。总人口19114（2001年）。

## 人口
该地2001年总人口19114人，其中男性9984人，女性9130人；0—6岁人口2921人，其中男1535人，女1386人；识字率54.02%，其中男性为62.20%，女性为45.07%。